# Магістральний газопровід

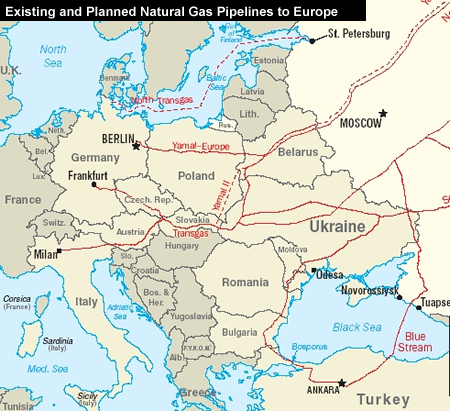
Магістральні газопроводи Європи

Магістральні газопроводи Євразії

Газотранспортна система України

Магістра́льний газопро́від (англ. trunk gas pipeline, gas main; нім. Ferngasleitung f) — трубопровід, призначений для транспортування природного газу з району видобутку або виробництва до пунктів споживання.

## Загальний опис
Магістральний газопровід — один з основних елементів газотранспортних систем.
Сучасний магістральний газопровід споруджується із сталевих труб діаметром до 1 420 мм на робочий тиск 7,5 МПа з пропускною спроможністю до 50—60 млрд м³ газу на рік.
Прокладають на глибині 0,8—1 м (до верхньої твірної труби) — підземне прокладання; на опорах — надземне; в насипних греблях — наземне.
Для транспортування газу з морських газових промислів на берег споруджуються підводні магістральні газопроводи.
До складу споруд магістральних газопроводів входять:
- головна і проміжні компресорні станції, призначені для компресування газу в початковому і проміжному пунктах траси;
- пункти осушування газу і його очищення від Н2S і СО2 на головній компресорній станції,
- приймальний термінал.

На компресорних станціях магістральних газопроводів великого діаметра (1 020—1 420 мм) після відцентрових нагнітачів установлюють апарати повітряного охолодження газу. На магістральних газопроводах менших діаметрів газ встигає охолоджуватися за рахунок теплообміну з ґрунтом. На кінцевому пункті магістрального газопроводу і кінцевих пунктах відгалужень від магістрального газопроводу газ надходить у газорозподільну станцію, де його тиск знижується до величини, яка допускається в даній газорозподільчій системі.
Для компенсації сезонної нерівномірності газоспоживання поблизу кінцевого пункту магістральних газопроводів споруджуються підземні газосховища або сховища скрапленого природного газу, в яких влітку створюється запас газу для подальшого його використання взимку або при збільшенні споживання.
Захист труб магістральних газопроводів від ґрунтової корозії здійснюється зовнішньою протикорозійною ізоляцією і катодним захистом трубопроводів. Магістральні газопроводи оснащуються системами телемеханіки і зв'язку для можливості контролювання роботи компресорних станцій з центрального диспетчерського пункту, обладнаного автоматизованою системою керування технологічним процесом транспортування газу. Для надання природному газу специфічного запаху проводиться його одоризація на головній компресорній станції і на кінцевому пункті магістрального газопроводу.
Надійність магістральних газопроводів забезпечується створенням резерву газоперекачувальних агрегатів на компресорних станціях, застосуванням високоякісних сталевих труб, прокладанням паралельних ліній магістральних газопроводів з перемичками між ними.
Перші на території України магістральних газопроводів споруджено в 1924—29 рр.: «Дашава-Стрий» та «Дашава-Дрогобич», «Дашава-Львів».
Приклади магістральних нафтопроводів в Україні (2022): «Великолицьк-Лисичанськ-Кременчуг», «Херсон-Снігурівка-Кременчуг», магістральний нафтопровід «Дружба», «Одеса-Броди» і т.д.
На 2014 рік у 120 країнах світу довжина газопроводів в цілому складала трохи менше 2 175 000 миль (3500 000 км). Сполучені Штати Америки мали 65 %, у Росії було 8 %, а в Канаді — 3 %, тому 75 % всіх трубопроводів було в цих трьох країнах.

### Основні складові лінійної частини промислових і магістральних газопроводів
1) мережі видобутку, підготовки та перекачування газу (свердловина, УКПГ, ГС, ДКС)
2) труби з ізоляцією і допоміжним обладнанням (кріплення, кожухи тощо);
3) запірно-регулююча та аварійна арматура;
4) установки пуску і прийому очисних поршнів, ємності збору рідини;
5) лінії катодного захисту, телеметрії, телемеханіки, зв'язку, диспетчеризації контрольно-вимірювальних приладів діагностичних комплексів;
6) датчики, діафрагми, клапани, лінії скидання, свічки та ін.

#### Трубопровід
Трубопровід є основною складовою магістрального нафто-, газопроводу тощо, який являє собою труби, зварені в «нитку». Оснащення трубопроводу включає камери прийому й пуску, роздільники, прилади, а також трубопроводи-відводи.

#### Лінійні засувки та інша арматура
Лінійні засувки встановлюються по трасі трубопроводу не рідше ніж через 30 км з урахуванням рельєфу місцевості таким чином, щоб розлив нафти в разі можливої аварії був мінімальним. Крім того, лінійні засувки розміщуються на виході з НПС і на вході в них, на обох берегах перетнутих трубопроводом водойм, по обидва боки переходів під автомагістралями й залізницями.
Свічкові крани — служать для стравлювання газу з магістрального газопроводу.
Кран охоронний — запірна арматура, що встановлюється на вході та виході газопроводів. Кран, що встановлюється на газопроводі до та (або) після компресорної станції для екстреного перекриття потоку газу. Охоронні крани призначені для автоматичного відключення компресорних станцій від магістрального газопроводу в умовах виникнення аварійних ситуацій.

#### Станції катодного та протекторного захисту
Станції катодного та протекторного захисту розташовуються в здовж траси трубопроводу відповідно до розрахунку.
Лінії електропередач служать для електропостачання перекачувальних станцій, станцій катодного захисту і дренажних установок.

## Інтернет-ресурси
- Підводний Газопровід. National Geographic.